# 萊恩斯維爾 (印地安納州)
萊恩斯維爾（英語：Lanesville）是一個位於美國印地安納州哈里森縣的城鎮。

## 人口
根據2010年美國人口普查的數據，萊恩斯維爾的面積為1.15平方千米，當中陸地面積為1.15平方千米，而水域面積為0.00平方千米。當地共有人口564人，而人口密度為每平方千米490人。